# Crassispira mennoi
Crassispira mennoi é uma espécie de gastrópode do gênero Crassispira, pertencente à família Pseudomelatomidae.